# Anatoli Komarovski
Ne pas confondre avec Viktor Komarovski, un des personnages principaux du Docteur Jivago.
Anatoli Sergueïevitch Komarovski (en russe : Анатолий Сергеевич Комаровский), né le 7 novembre 1909 à Moscou, mort le 23 juin 1955 à Moscou également, est un musicien et compositeur russe.

## Formation
En 1929, il est reçu à l'école centrale de musique de Moscou Rachmaninov, en cours de violon. Entre 1937 et 1941 il étudie la composition au Conservatoire de Moscou, avec pour professeur Vissarion Chebaline.

## Carrière
Entre 1931 et 1933, il est directeur, compositeur et chef d'orchestre du « Théâtre de la Satire » puis du théâtre « Torche rouge » à Novossibirsk, puis entre 1933 et 1936 il est premier violon et maître de concert du théâtre « Rome » à Moscou. Entre 1936 et 1939, il devient chef d'orchestre du théâtre dramatique de Toula.
Pendant la Grande guerre patriotique, il dirige entre 1941 et 1945 l'ensemble vocal et dansant du front de Kalinine.
Entre 1946 et 1947, il est chef d'orchestre du théâtre de Moscou[Lequel ?]  puis entre 1947 et 1948 le chef d'orchestre du théâtre d'art dramatique de Moscou au sein du raïon de Dzerjinsk.

## Œuvres
Liste en allemand :
- Musikalische Komödie Goldene Herzen (1940)
- Für Chor und Sinfonieorchester Überall Freude
- Für Sinfonieorchester eine Sinfonie (1941), ein Marsch (1941) und drei Rumänische Tänze (1954)
- Für Violine und Sinfonieorchester Russische Variationen (1938),  Konzert Nr.1 (1947) und Konzert Nr.2 (1950)
- Für Klarinette und Sinfonieorchester ein Konzert (1948)
- Für Waldhorn und Sinfonieorchester ein Konzert (1951, 2. Bearb. 1954)
- Für Kleines Sinfonieorchester Kolchos-Suite (1941) und Protjashnaja i Pljasowaja (1948)
- Für Streichorchester eine Hymne (1950)
- Für ein Russisches Volksinstrumentenorchester eine Fantasie über russische Themen  (1940) und Variationen über ein russisches Thema (1949);
- Für Streichquartett  I (1938) und II (1939);
- Für Violine, Violoncello und Klavier 8 Stücke über Volksthemen (1950)
- Für Violine, Kontrabass und Klavier Variationen (1951)
- Für 2 Violinen und Klavier 4 Duette über Udmurtische Themen (1954)
- Für Violine und Klavier ein Thema mit Variationen (1950), Weissrussische Rapsodie (1950), eine Sonate (1951), Russisches Lied und Volkstanz (1951), Ukrainisches Wiegenlied und Hirtenknabe (1951), Suite Kolchostag (1951), Am festlichen Feuer und Bei der Arbeit (1951), Kleiner Walzer (1951), Sammlung leichter Stücke (1953), 4 Konzerte (1954), ein Thema mit Variationen (1954)
- Für 2 Violinen Duette (2 Hefte 1952) und 43 Etüden (1952)
- Für Violoncello und Klavier ein Rondo (1936)
- Für Posaune und Klavier eine Serenade (1940)
- Für Klavier eine Suite Für Kleine (1934) und eine Sonatine (1935)
- Für Violine 38 Etüden (1950–1951)
- Für eine Stimme und Klavier Romanzen
- Für Chor eine Hymne an die Arbeit (1946), Lied der Starken (1946) und Ernte (1948)
- Für Unterhaltungsorchester eine Fantasie über Zigeunervolksthemen (1941)
- Musik für dramatische Aufführungen (ca. 40)
- Bearbeitung von Volksliedern.

## Source
- (de) « Publications de et sur Anatoli Komarovski », dans le catalogue en ligne de la Bibliothèque nationale allemande (DNB).
- (ru) Biographie sur Biografija.ru

- (de) Cet article est partiellement ou en totalité issu de l’article de Wikipédia en allemand intitulé « Anatoli Sergejewitsch Komarowski » (voir la liste des auteurs).